# Château de La Picoulière
Le Château de La Picoulière est une ancienne maison noble située à Andigné dans le département de Maine-et-Loire.

## Histoire[1]
On ne connait pas la date exacte de sa construction, mais la chapelle consacrée à Notre Dame de Pitié qui jouxte le château a été fondée le 23 mars 1544 par Demoiselle Thibaude de la Perrotière.
En 1566, il a appartenu à la famille de Germaincourt, puis est cédé en 1611 à la famille Gaignard. Sur la cloche qui se trouve dans un campanile sur le toit de la maison, on peut lire « Messire Gaignard, sieur de la Picoulière, 1611 ». Du côté opposé se trouve l’écu de France.
En 1711, La Picoulière appartient à Mr de Gastinnes, allié à la famille de Charnacé.
En 1720, le château a été vendu à Pierre Bodaire, allié à la famille Aubert. Depuis cette date, il est dans la même famille.
L’un de ses propriétaire, Adolphe Aubert, fut maire d’Andigné de 1843 à 1853, et le dernier à résider et à mourir dans le château. De 1853 à 1953, le château est tombé en désuétude avant d’être rénové dans son état actuel.
Pendant les Guerres de Vendée, La Picoulière fut l’un des points de ralliement de la Chouannerie en Segréen.

## Architecture[2]
L’ensemble architectural est constitué d’un château, d’une chapelle, d’une ferme ainsi que de nombreuses dépendances non habitées.

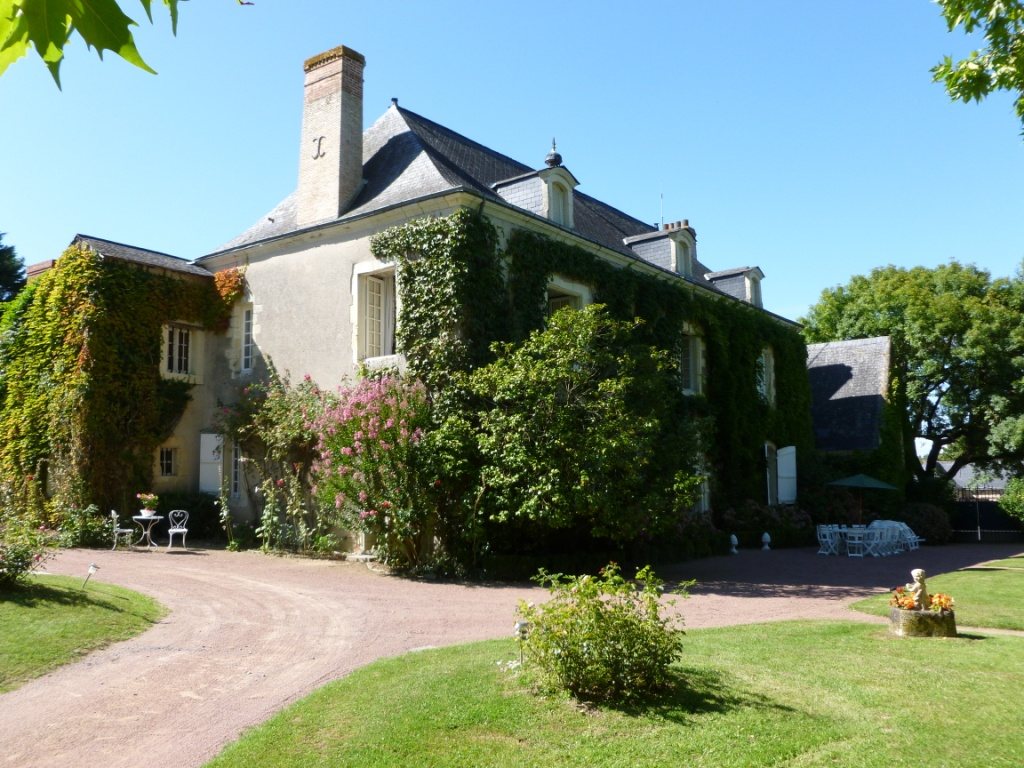
Le Château de La Picoulière, vue Sud Est

La charpente de la chapelle est en bois en forme de carène inversée de navire. D’abord transformée en écurie avec l’ajout d’un grenier, elle a été restaurée avec le reste du Château en 1953 selon une méthode artisanale ancienne qui consiste principalement à forger à la main les clous maintenant les lattes de bois qui ont dû être remplacées.
La maison est dotée d’un escalier style Louis XIII en bois.
La salle à manger est dotée d’une cheminée style Renaissance en tuffeau sculpté, semblable à celle figurant dans un des salons du Château du Plessis-Bourré.
La porte d’entrée du Château est de style Renaissance en tuffeau sculpté.
Au centre de la cour principale figure un cadran solaire en pierre et fer forgé. Sur le fer forgé est gravé "Dressé à Aix-en-Provence par la Décoration Architecturale 24 Place de l'Archevêché", alors que sur la pierre on peut lire l'inscription latine "Transeunt horae amicitia manet" ce qui signifie "Les heures passent et l'amitié demeure".